# Aproximación por secciones cónicas
En astrodinámica, la aproximación por secciones cónicas o aproximación de dos cuerpos por secciones es un método para simplificar los cálculos de la trayectoria de una nave espacial que se debe desplazar bajo el influjo gravitatorio de varios cuerpos.

## Método
La simplificación se logra dividiendo el espacio en varias partes, asignando a cada uno de los n cuerpos (por ejemplo, el Sol, un planeta y un satélite natural) su propia esfera de influencia. Cuando la nave espacial está dentro de la esfera de influencia de un cuerpo más pequeño, solo se considera la gravedad entre la nave espacial y ese cuerpo más pequeño; de lo contrario, se utiliza la fuerza gravitacional entre la nave espacial y el cuerpo más grande. Esto reduce un complejo problema de n cuerpos a múltiples problemas de dos cuerpos, cuyas soluciones son las conocidas secciones cónicas de las órbitas de Kepler.
Aunque este método proporciona una buena aproximación de las trayectorias para las misiones de naves espaciales interplanetarios, hay misiones para las que esta aproximación no proporciona resultados suficientemente precisos. Cabe destacar que no modela los puntos de Lagrange.

## Ejemplo
En un lanzamiento desde la Tierra a Marte, se requiere adoptar una trayectoria hiperbólica para escapar del potencial gravitatorio de la Tierra, luego se requiere adoptar una trayectoria elíptica o hiperbólica en la esfera de influencia del Sol, y así sucesivamente. Para pasar de la esfera de influencia de la Tierra a la de Marte, se utiliza una serie de secciones cónicas enlazadas —haciendo coincidir los vectores de posición y velocidad entre los distintos segmentos—, lo que permite encontrar la trayectoria apropiada para la misión.